# Diogo Queirós
Diogo Lucas Queirós (ur. 5 stycznia 1999) – portugalski piłkarz występujący na pozycji środkowego obrońcy w  rumuńskim klubie Farul Konstanca.

## Kariera klubowa

### Porto
Urodzony w Matosinhos, Queirós dołączył do juniorskich drużyn FC Porto w wieku 11 lat, z lokalnego klubu Leixões SC. W rozgrywkach seniorskich zadebiutował 27 sierpnia 2017 roku w meczu drużyny rezerw wygranym 1-0 u siebie z CD Santa Clara. W czerwcu przedłużył kontrakt do 2021 roku.
Pod koniec sierpnia 2019 r. Queirós został wypożyczony do Royal Excel Mouscron. Pierwszy występ w belgijskiej lidze zaliczył w zremisowanym 2-2 wyjazdowym meczu z KV Mechelen. W trakcie wypożyczenia zagrał w sumie 21 meczów i zdobył jedynego gola, 15 września, w wygranym 2-0 z KV Kortrijk.

### Famalicão
Queirós podpisał trzyletni kontrakt z FC Famalicão 6 października 2020 r. W Primeira Liga zadebiutował 7 listopada, w przegranym 2-1 u siebie meczu z CS Marítimo.

## Tytuły

### FC Porto
- Liga Młodzieżowa UEFA: 2018/19

### Portugalia
- Mistrzostwa Europy U-17: 2016
- Mistrzostwa Europy U-19: 2018

### Indywidualne
- Drużyna Turnieju Mistrzostw Europy U-19 : 2017[8]
- Drużyna Turnieju Mistrzostw Europy U-21 : 2021[9]